# دبور الصراصير الزمردي
دبور الصراصير الزمردي أو الزنبور اللّمّاع (الاسم العلمي: Ampulex compressa)، هو نوع من الدبابير من شعبة مفصليات يبلغ حجمة من 15 إلى 25 ملم، يعيش هذا الزنبور متوحدًا، لاضمن مجموعاتٍ اجتماعية كالنحل والزنابير الأخرى. تتغذى الحشرات الكاملة بالسوائل في أجسام فرائسها.ولكن اليرقات تفترس الصراصير التي تلتقطها لها إحدى الإناث البالغات. تقوم هذه الأخيرة بمطاردة الصرصور وتشل حركته بواسطة حُمِتها. وتجره بعد ذلك إلى داخل ثَقبٍ حيث تقوم بوضع بيضةٍ عليه. عندما تفقس اليرقة تتغذى بالصرصور المشلول الذي لا يزال حيَا. تنتشر في آسيا والمناطق الاستوائية حيث تستوطن الغابات.